# Hércules & Xena: la batalla del Olimpo
Hércules & Xena: la batalla del Olimpo (Hercules and Xena – The Animated Movie: The Battle for Mount Olympus) es una película de animación estrenada en 1998 y basada en las series de televisión Xena: la princesa guerrera y Hercules: The Legendary Journeys. 
Los personajes de la película están doblados por Lucy Lawless, Renée O'Connor, Kevin Sorbo y Michael Hurst, en los mismos papeles que interpretan en la serie.

## Descripción
La madre de Hércules, Alcmena, es secuestrada; mientras que los Titanes son liberados por Hera para destruir el Olimpo. Hércules e Iolus llegan junto con Xena y Gabrielle para salvar a los dioses, detener a los Titanes, castigar a Hera y salvar a Alcmena.

## Premios
- Excelente rendimiento de la música en una producción animada.[1]